# جاي هوبرمان
جاي هوبرمان (بالإنجليزية: J. Hoberman)‏ هو ناقد سينمائي وصحفي أمريكي، ولد في 14 مارس 1948 في نيويورك في الولايات المتحدة.

## وصلات خارجية
- جاي هوبرمان على موقع روتن توميتوز (الإنجليزية)
- جاي هوبرمان على موقع روتن توميتوز (الإنجليزية)